# Viva Maria
Viva Maria (títol original en francès: Viva Maria !) és una pel·lícula francesa dirigida per Louis Malle, estrenada el 1965. Ha estat doblada al català.

## Argument
Començament del segle XX a Amèrica Central. Dues joves cantants d'un grup de music-hall ambulant s'enamoren del mateix home, un revolucionari. Per amor, abracen la seva causa i després de la mort del jove, les dues dones continuen la missió que havia començat fins al triomf de la revolució.

## Repartiment
- Brigitte Bardot: Maria I
- Jeanne Moreau: Maria II
- Paulette Dubost: Sra. Diogène
- George Hamilton: Flores
- Claudio Brook: el grand Rodolfo
- Carlos Lopez Moctezuma: Rodriguez
- Gregor von Rezzori: Diogenes

## Premis i nominacions[calcitació]
Premis
- 1967: BAFTA a la millor actriu estrangera per Jeanne Moreau

Nominacions
- 1967: BAFTA a la millor actriu estrangera per Brigitte Bardot